# Angel Riesco Carbajo
Angel Riesco Carbajo (* 9. Juli 1902 in Bercianos de Vidriales, Santibáñez de Vidriales, Provinz Zamora; † 2. Juli 1972 in La Bañeza, León) war ein spanischer Geistlicher und römisch-katholischer Weihbischof in Pamplona y Tudela.

## Leben
Angel Riesco Carbajo empfing am 25. Juli 1926 das Sakrament der Priesterweihe.
Papst Pius XII. ernannte ihn am 15. Februar 1958 zum Weihbischof in Pamplona y Tudela und Titularbischof von Limisa. Der Apostolische Nuntius in Spanien, Erzbischof Ildebrando Antoniutti, spendete ihm am 11. Mai desselben Jahres die Bischofsweihe. Mitkonsekratoren waren der Bischof von Astorga, José Castelltort Subeyre, und der Bischof von Jaca, Ángel Hidalgo Ibáñez.
Angel Riesco Carbajo nahm an der ersten, dritten und vierten Sitzungsperiode des Zweiten Vatikanischen Konzils als Konzilsvater teil. Am 23. November 1969 nahm Papst Paul VI. seinen gesundheitsbedingten Rücktritt an.
Im 1994 für ihn eingeleiteten Seligsprechungsverfahren erkannte ihm Papst Franziskus am 6. Juli 2019 den heroischen Tugendgrad zu.